# برينسيب دي فيرغارا (محطة مترو أنفاق مدريد)
برينسيب دي فيرغارا (بالإسبانية: Príncipe de Vergara)‏ هي محطة مترو أنفاق في مدريد في إسبانيا، تقع على الخط رقم 2,9.